# Port lotniczy Lukla
Port lotniczy Lukla (IATA: LUA, ICAO: VNLK) – mały port lotniczy w Lukla, we wschodnim Nepalu. Położony jest na wysokości 2860 m n.p.m.

## Linie lotnicze i połączenia
| Linia lotnicza | Kierunek                                    |
| -------------- | ------------------------------------------- |
| Sita Air       | 1. Katmandu 2. Manthali                     |
| Summit Air     | 1. Katmandu 2. Manthali                     |
| Tara Air       | 1. Katmandu 2. Manthali Czartery: 1. Phaplu |
| Yeti Airlines  | 1. Katmandu                                 |